# Крехівське газове родовище
Крехівське газове родовище належить до Олеської площі Більче-Волицького нафтогазоносного району Західного нафтогазоносного регіону України.

## Опис
Розташоване у Львівській області, за 16 км на південь від Жидачева, біля села Облазниця . Запаси оцінюються в 150 мільйонів кубометрів.
Приурочене до системи Краковецького розлому, який розділяє Косівсько-Угерську та Крукеницьку підзони Більче-Волицької зони.
Перший промисловий приплив газу отримано 15 квітня 2015 року. Підприємство ТОВ «Західнадрасервіс» на розвідувальні роботи витратило 50 млн гривень. Було збудовано для очищення газу від вологи та механічних домішок газорозподільну станцію. Протягом 2014—2015 років побудовано газопроводи від свердловин загальною протяжністю 4,38 кілометра.